# قانون الإقامة (الولايات المتحدة)

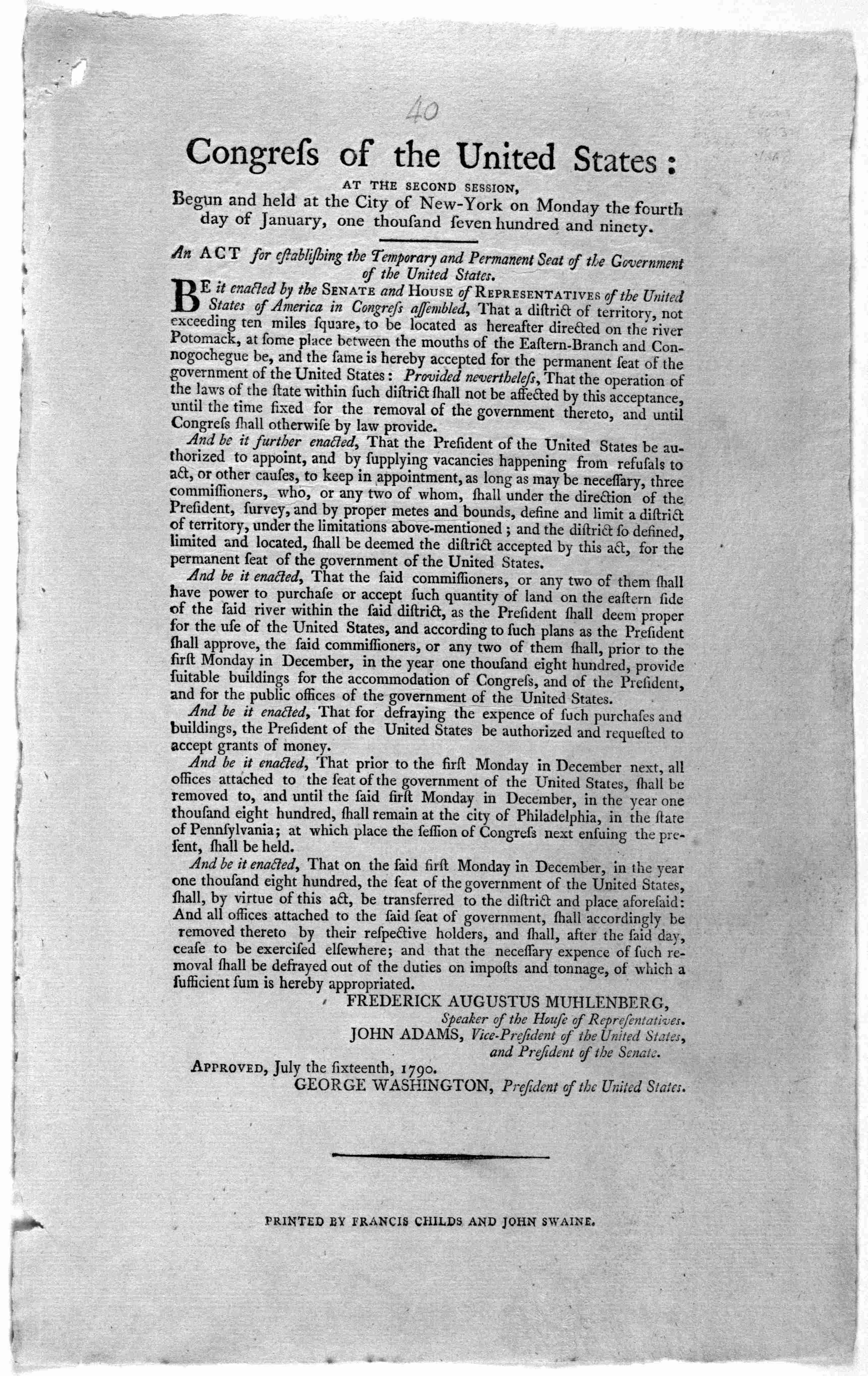
قانون الإقامة لعام 1790

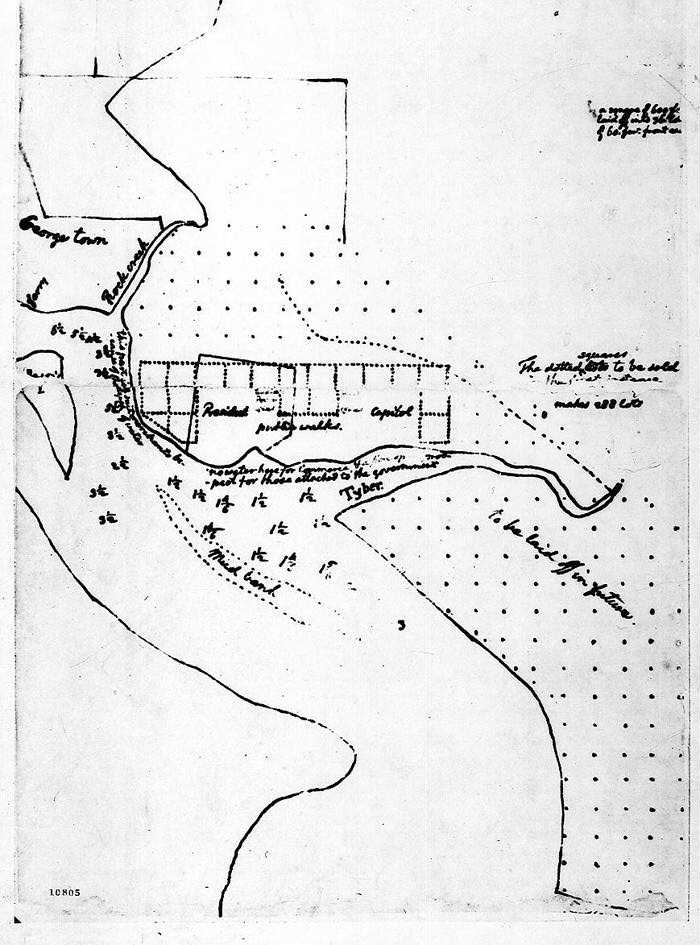
رسم تخطيطي لواشنطن العاصمة بواسطة توماس جيفرسون (مارس 1791)

قانون الإقامة لعام 1790، المسمى رسميًا قانون إنشاء المقر المؤقت والدائم لحكومة الولايات المتحدة (1 Stat. 130)، هو قانون اتحادي للولايات المتحدة تم تبنيه خلال الجلسة الثانية للكونغرس الأمريكي الأول ووقعه الرئيس جورج واشنطن ليصبح قانونًا في 16 يوليو 1790. ينص القانون على إنشاء عاصمة وطنية ومقر حكومي دائم في موقع على طول نهر بوتوماك ويمنح الرئيس واشنطن سلطة تعيين مفوضين للإشراف على المشروع. كما حددت موعدًا نهائيًا في ديسمبر 1800 للعاصمة لتكون جاهزة، وعينت فيلادلفيا كعاصمة مؤقتة للبلاد أثناء بناء مقر الحكومة الجديد. في ذلك الوقت، كانت الحكومة الفيدرالية تعمل من مدينة نيويورك.
أقر الكونجرس قانون الإقامة كجزء من تسوية عام 1790 بوساطة بين جيمس ماديسون وتوماس جيفرسون وألكسندر هاملتون. فضل ماديسون وجيفرسون موقعًا جنوبيًا للعاصمة على نهر بوتوماك، لكنهما كانا يفتقران إلى الأغلبية لتمرير الإجراء عبر الكونجرس. في غضون ذلك، كان هاملتون يضغط على الكونجرس لتمرير مشروع قانون الافتراض، للسماح للحكومة الفيدرالية بتحمل الديون المتراكمة على الولايات خلال الحرب الثورية الأمريكية. مع التسوية، حشد هاملتون الدعم من وفد ولاية نيويورك للكونغرس لموقع بوتوماك، بينما تحول أربعة مندوبين (جميعهم من المناطق المتاخمة لبوتوماك) من المعارضة إلى دعم مشروع قانون الافتراض.

## الخلفية
في بداية الحرب الثورية، كان المؤتمر القاري الثاني يجتمع في فيلادلفيا في قصر ولاية بنسلفانيا. بسبب الأعمال العسكرية البريطانية، اضطر الكونغرس إلى الانتقال إلى بالتيمور ولانكستر وبنسلفانيا، ثم يورك، بنسلفانيا لفترة قبل أن يعود إلى فيلادلفيا. عند الحصول على الاستقلال، تم تشكيل كونغرس الكونفدرالية، وأصبحت فيلادلفيا أول مقر حكومي للأمة الجديدة. ومع ذلك، لم يبق الكونجرس في المدينة لفترة طويلة، ففي يونيو 1783، تجمعت حشد من الجنود الغاضبين في قاعة الاستقلال مطالبين بدفع مقابل خدماتهم أثناء الحرب. طلب الكونجرس من جون ديكنسون، حاكم ولاية بنسلفانيا استدعاء الميليشيا للدفاع عن الكونجرس ضد هجمات المحتجين. فيما أصبح يعرف باسم تمرد بنسلفانيا عام 1783، تعاطف ديكنسون مع المحتجين ورفض إبعادهم عن فيلادلفيا. نتيجة لذلك، أُجبر الكونجرس على الفرار إلى برينستون، نيو جيرسي في 21 يونيو 1783، واجتمع في أنابوليس ثم ترينتون، قبل أن ينتهي به الأمر في نيويورك.
خلال منتصف ثمانينيات القرن الثامن عشر، عرضت الولايات العديد من المواقع لتكون عاصمة الأمة، لكن الكونغرس القاري لم يتمكن أبدًا من الاتفاق على موقع بسبب الولاءات والتوترات الإقليمية. وشملت المواقع المقترحة كينغستون، نيويورك؛ بلدة نوتنغهام في نيو جيرسي؛ أنابوليس. ويليامزبرج، فيرجينيا؛ ويلمنجتون، ديلاوير؛ ريدينغ، بنسلفانيا؛ جيرمانتاون، بنسلفانيا؛ لانكستر، بنسلفانيا؛ مدينة نيويورك؛ فيلادلفيا؛ وبرينستون. رفضت الولايات الجنوبية قبول عاصمة في الشمال والعكس صحيح. وقد طُرح اقتراح آخر وهو أن يكون هناك عاصمتان: واحدة في الشمال والأخرى في الجنوب.
تأسس كونغرس الولايات المتحدة في عام 1789، بعد التصديق على دستور الولايات المتحدة، وظلت مدينة نيويورك العاصمة المؤقتة. سمحت المادة الأولى، القسم 8، البند 17، من الدستور الجديد للكونغرس بإنشاء منطقة فيدرالية خارج هيكل الدولة كمقر دائم للحكومة ومنحت الكونجرس الولاية القضائية الحصرية عليها. وقد تُرك اختيار الموقع للكونغرس الجديد ليقرره.
خلال النقاش، أصبح موقعان متنافسين بشكل جادّ: موقع واحد على نهر بوتوماك بالقرب من جورج تاون؛ وموقع آخر على نهر سسكويهانا بالقرب من رايتس فيري (الآن كولومبيا ، بنسلفانيا). وافق مجلس النواب على موقع نهر سسكويهانا في سبتمبر 1789، وحدد مشروع قانون مجلس الشيوخ موقعًا على نهر ديلاوير بالقرب من جيرمانتاون، بنسلفانيا. لم يكن مجلس النواب ومجلس الشيوخ قادرين على التوفيق بين مشروعي قانونهما. 

## التسوية والاعتماد

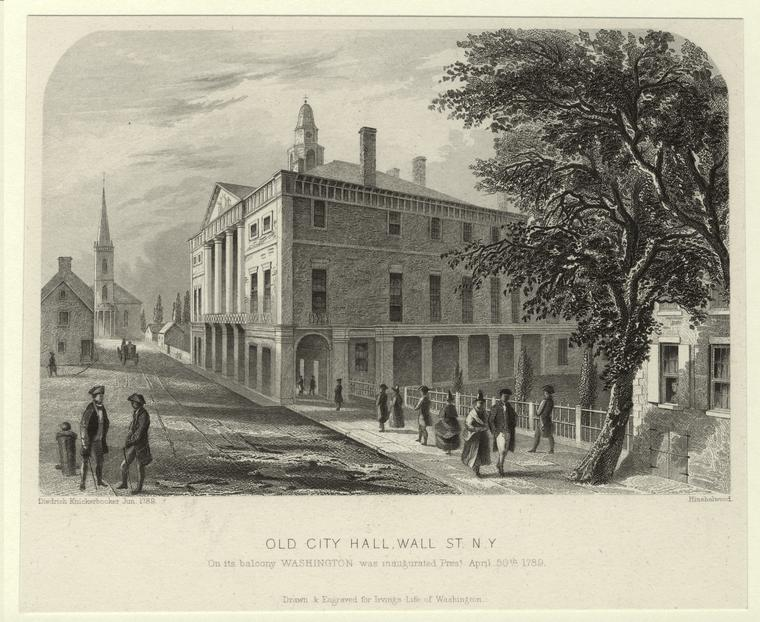
تم تمرير قانون الإقامة في عام 1790، بينما كان الكونغرس ينعقد في القاعة الاتحادية في مدينة نيويورك.

ظهر اختيار موقع للعاصمة في صيف عام 1790. في الوقت نفسه، كان وزير الخزانة ألكسندر هاملتون يضغط على الكونجرس لتمرير خطة مالية. تضمن أحد البنود الرئيسية لخطة هاملتون أن تتحمل الحكومة الفيدرالية ديون الولايات المتكبدة خلال الحرب الثورية الأمريكية. تراكمت على الولايات الشمالية ديون ضخمة خلال الحرب بلغت 21.5 مليون دولار، وأرادت الحكومة الفيدرالية أن تتحمل أعبائها. رفضت الولايات الجنوبية، التي سيُجبر مواطنوها فعليًا على دفع جزء من الدين إذا تبنّت الحكومة الفيدرالية ذلك، هذا الاقتراح. دفعت بعض الولايات، بما في ذلك ولاية فرجينيا، ما يقرب من نصف ديونها وشعرت أنه لا ينبغي تقييم دافعي الضرائب فيها مرة أخرى لإنقاذ الولايات الأقل إدخارًا. علاوة على ذلك، جادلوا بأن الخطة تجاوزت نطاق الحكومة الدستورية الجديدة. جيمس ماديسون، الذي كان آنذاك ممثلًا عن ولاية فرجينيا، قاد مجموعة من المشرعين من الجنوب في عرقلة الحكم ومنع الخطة من الحصول على الموافقة.
عندما التقى جيفرسون بهاملتون في مقر إقامة الرئيس واشنطن في مدينة نيويورك في أواخر يونيو 1790، عرض جيفرسون استضافة مأدبة عشاء تجمع ماديسون وهاملتون معًا. في وقت لاحق، تم التوصل إلى حل وسط، حيث يوافق المندوبون الشماليون على موقع نهر بوتوماك الجنوبي، وفي المقابل، ستتحمل الحكومة الفيدرالية الديون المتراكمة من قبل الولايات خلال الحرب الثورية الأمريكية. كتب جيفرسون رسالة إلى جيمس مونرو شرح فيها الحل الوسط. 
وافق الكونجرس على الحل الوسط، الذي تم تمريره بصعوبة على أنه قانون الإقامة. جعل جيفرسون مندوبي فرجينيا يدعمون مشروع القانون بأحكام الديون، وأقنع هاميلتون مندوبي نيويورك بالموافقة على موقع بوتوماك للعاصمة. تمت الموافقة على مشروع القانون من قبل مجلس الشيوخ بأغلبية 14 صوتًا مقابل 12 في 1 يوليو 1790، ومن قبل مجلس النواب بأغلبية 31 صوتًا مقابل 29 في 9 يوليو 1790.  وقعت واشنطن على القانون ليصبح قانونًا بعد أسبوع واحد في 16 يوليو. تم تمرير مشروع قانون الافتراض بفارق ضئيل في مجلس الشيوخ في 16 يوليو 1790، تلاه تمريره في مجلس النواب في 26 يوليو.
نص قانون الإقامة على أن تقع العاصمة على طول نهر بوتوماك بين الفرع الشرقي (نهر أناكوستيا) وكونوجوتشيج (بالقرب من ويليامسبورت وهاجرستاون بولاية ماريلاند) ، وأن تشمل مساحة لا تزيد عن "عشرة أميال مربعة" (10 أميال = 16 كيلومتر) على أحد الجوانب، لمساحة قصوى تبلغ 100 ميل مربع (259 كيلومتر مربع).
أعطى القانون الرئيس الأمريكي جورج واشنطن سلطة تحديد الموقع الدقيق وتوظيف مساح. طُلب من الرئيس أن يكون لديه مبانٍ مناسبة جاهزة للكونغرس والمكاتب الحكومية الأخرى بحلول أول يوم اثنين من شهر كانون الأول (ديسمبر) 1800 (الاثنين 1 كانون الأول 1800)؛ ستوفر الحكومة الفيدرالية التمويل لجميع المباني العامة. 
حدد القانون أن قوانين الولاية التي تم التنازل عنها للمنطقة ستطبق في المقاطعة الفيدرالية. وهكذا، تم تطبيق قوانين ماريلاند على الجانب الشرقي من بوتوماك، وقوانين فيرجينيا مطبقة على الجانب الغربي في مقاطعة كولومبيا حتى تتخذ الحكومة محل إقامتها رسميًا. عند تولي السيطرة على المقاطعة الفيدرالية في عام 1800، سيكون للكونغرس السلطة الكاملة على الشؤون المحلية داخل مقاطعة كولومبيا. 
لكسب ما يكفي من الأصوات لتمرير قانون الافتراض، احتاج هاملتون أيضًا إلى أصوات من مندوبي ولاية بنسلفانيا. أدى ذلك إلى قرار تعيين فيلادلفيا كعاصمة مؤقتة للحكومة الفيدرالية للولايات المتحدة لمدة عشر سنوات حتى تصبح العاصمة الدائمة جاهزة. انعقد الكونجرس مرة أخرى في فيلادلفيا في 6 ديسمبر 1790 في قاعة الكونجرس .

## التنفيذ

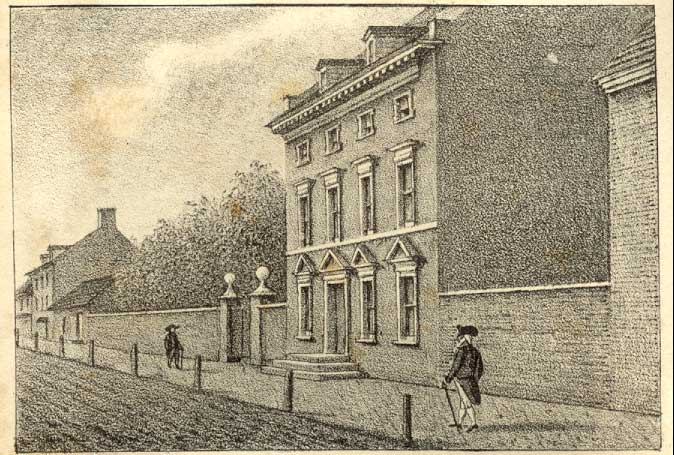
منزل الرئيس، فيلادلفيا؛ مقر إقامة رئيس الولايات المتحدة من عام 1790 إلى عام 1800

بعد فترة وجيزة من توقيع القانون، بدأت واشنطن العمل في المشروع. أشرف هو وتوماس جيفرسون شخصيًا على العملية أثناء تطوير الخطط وتنفيذها. حتى عندما بدأ المشروع في المضي قدمًا، كان البعض يأمل في أن يفشل وأن تظل العاصمة بشكل دائم في فيلادلفيا. حاول وفد الكونجرس في ولاية بنسلفانيا تقويض الخطة من خلال تقديم تشريع يخصص الأموال للمباني الفيدرالية ومنزل للرئيس في فيلادلفيا.
على الرغم من أن التشريع لم يحدد الموقع الدقيق، فقد كان من المفترض أن تكون جورج تاون هي العاصمة. بدأت واشنطن في استكشاف المنطقة الواقعة إلى الجنوب الشرقي من جورج تاون، بالقرب من نهر أناكوستيا (الفرع الشرقي). قال له بعض أصحاب العقارات إنهم سيبيعون أراضي للعاصمة. نظرت واشنطن أيضًا في مواقع أخرى على طول نهر بوتوماك. وقرر أن يتم مسح بعض المواقع لتقديم تفاصيل محددة حول الأرض وملكيتها. عاد واشنطن إلى فيلادلفيا في أواخر نوفمبر 1790 للقاء جيفرسون. بعد ذلك، تم التوصل إلى قرار تحديد موقع العاصمة في جورج تاون أو المجاورة لها،  أسفل خط الخريف مباشرةً وأبعد نقطة داخلية للملاحة.[بحاجة لمصدر] 

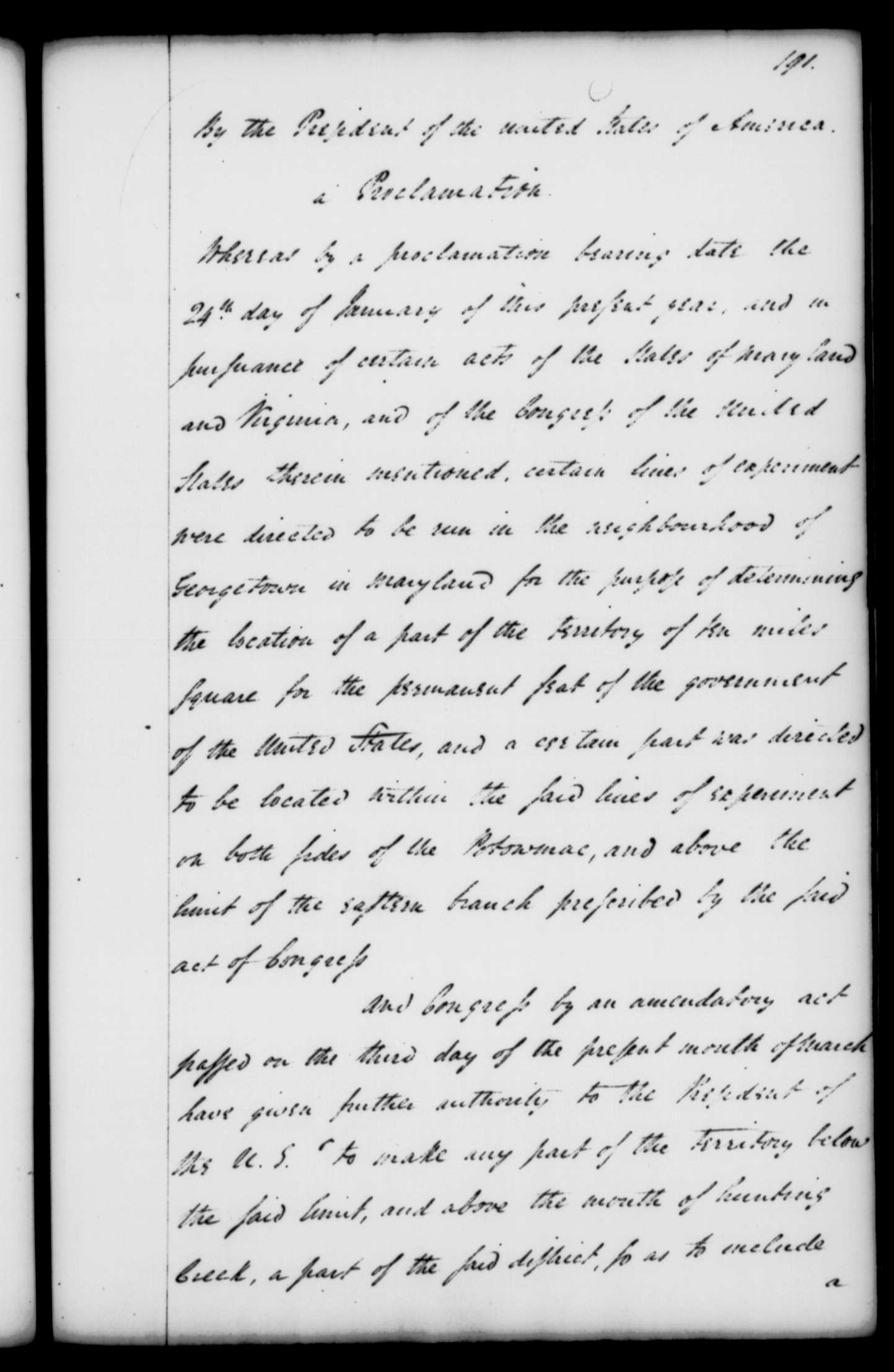
الصفحة الأولى من الإعلان الصادر عن الرئيس جورج واشنطن في 30 مارس 1791، يحدد حدود المدينة الفيدرالية المقترحة

في يناير 1791، شرع الرئيس، وفقًا لقانون الإقامة، في تعيين لجنة من ثلاثة أعضاء تتألف من دانيال كارول وتوماس جونسون وديفيد ستيوارت للإشراف على مسح المنطقة الفيدرالية، وعين أندرو إليكوت كمساح. أبلغت واشنطن الكونجرس باختيار الموقع في 24 يناير. واقترحت أن يعدل الكونجرس القانون للسماح للعاصمة بأن تشمل المناطق الواقعة جنوب الفرع الشرقي، بما في ذلك الإسكندرية، فيرجينيا. وافق الكونجرس على الاقتراح، وأصدر تعديلاً على القانون وافقت عليه واشنطن في 3 مارس 1791. ومع ذلك، واتساقًا مع اللغة الواردة في القانون الأصلي، فقد حظر التعديل صراحة "تشييد المباني العامة بخلاف تلك الموجودة على جانب ميريلاند من نهر بوتوماك". 
في 30 مارس 1791، أصدرت واشنطن إعلانًا رئاسيًا حدد " نقطة جونز ، الرأس العلوي من هنتنج كريك في فيرجينيا" كنقطة انطلاق لمسح حدود المنطقة الفيدرالية والطريقة التي يجب أن يحدد بها المسح حدود المنطقة.
خلال أوائل ربيع عام 1791، بدأ بيير (بيتر) تشارلز لينفانت العمل على خطة للعاصمة حددت المواقع المستقبلية لـ "مبنى الكونغرس" (مبنى الكابيتول بالولايات المتحدة) و"منزل الرئيس" (البيت الأبيض). ثم أقيمت مسابقات التصميم لطلب تصميمات لكل من هذه الهياكل. تم اختيار المهندس المعماري جيمس هوبان لتصميم منزل الرئيس، ولم يتم تقديم أي رسومات مرضية لمبنى الكابيتول. تم اختيار تقديم متأخر من قبل ويليام ثورنتون لمبنى الكابيتول. تم تعيين ستيفن هاليت للإشراف على البناء، الذي بدأ في سبتمبر 1793. شرع هاليت في إجراء تعديلات على التصميم ضد رغبات واشنطن وجيفرسون ثم تم رفضه. تم تعيين جورج هادفيلد في أكتوبر 1795 كمشرف على البناء، لكنه استقال بعد ثلاث سنوات في مايو 1798 بسبب عدم الرضا عن خطة ثورنتون وجودة العمل المنجز حتى الآن.
كان القصد الأصلي لقانون الإقامة هو استخدام عائدات بيع القطع في المنطقة لتغطية تكاليف تشييد المباني الفيدرالية في العاصمة. ومع ذلك، كان القليل منهم مهتمًا بشراء القطع. كما ساهم نقص الأموال في التأخير والمشاكل في بناء مبنى الكابيتول والمباني الفيدرالية الأخرى في واشنطن.
في أوائل يونيو 1800، قام الرئيس جون آدامز بأول زيارة رسمية له إلى واشنطن، والتي استمرت لعدة أيام. وسط مشهد المدينة "الخام وغير المكتمل"، وجد الرئيس المباني العامة "في قدر أكبر بكثير من الإنجاز مما كان متوقعًا". أوشك جناح مجلس الشيوخ (الشمالي) في مبنى الكابيتول على الانتهاء، وكذلك البيت الأبيض. انتقل الرئيس إلى البيت الأبيض في 1 نوفمبر. وصلت السيدة الأولى أبيجيل آدامز بعد بضعة أسابيع. اجتمع مجلس الشيوخ في الكونغرس السادس في مبنى الكابيتول لأول مرة في 17 نوفمبر، وفي 22 نوفمبر، ألقى آدامز خطابه الرابع عن حالة الاتحاد في جلسة مشتركة للكونغرس في غرفة مجلس الشيوخ . لم يكتمل جناح المنزل (الجنوبي) حتى عام 1811. ومع ذلك، بدأ مجلس النواب الاجتماع هناك في عام 1807.[بحاجة لمصدر] 
في فبراير 1801، وافق الكونجرس على قانون مقاطعة كولومبيا العضوي، الذي نظم رسميًا مقاطعة كولومبيا. ثم أصبح الكونجرس السلطة الحاكمة الحصرية للمقاطعة.[بحاجة لمصدر] 

### فهرس
1. ↑  Allen 2001, pp. 3–6
2. 1 2 3  Reps، John William (1965). "Chapter 9: Planning the National Capital". The Making of Urban America: A History of City Planning in the United States. Princeton, New Jersey: دار نشر جامعة برنستون. ص. 240–242. ISBN:0-691-00618-0. LCCN:63023414. OCLC:1150283404. اطلع عليه بتاريخ 2021-01-15. {{استشهاد بكتاب}}: الوسيط غير المعروف |بواسطة= تم تجاهله يقترح استخدام |عبر= (مساعدة)
3. ↑  Ellis 2002, pp. 48–52
4. 1 2 3 4  Residence Act. ويكي مصدر. مؤرشف من الأصل في 2023-07-12. اطلع عليه بتاريخ 2022-08-24.

### معلومات كاملة للمراجع
- Allen، William C. (2001). History of the United States Capitol: A Chronicle of Design, Construction, and Politics. Government Printing Office. ISBN:0-16-050830-4. مؤرشف من الأصل في 2008-12-16. اطلع عليه بتاريخ 2008-12-13.
- Berg، Scott W. (2007). Grand Avenues: The Story of the French Visionary who Designed Washington, D.C.. Pantheon Books. ISBN:978-0-375-42280-5.
- Bowling، Kenneth R. (1988). Creating the Federal City, 1774-1800: Potomac Fever. American Institute of Architects Press. ISBN:1-55835-011-X.
- Bowling، Kenneth R. (2000). "The Federal Government and the Republican Court Move to Philadelphia, November 1790 - March 1791". Neither Separate Nor Equal: Congress in the 1790s. Ohio University Press. ISBN:0-8214-1327-9.
- Bowling، Kenneth R. (2005). Establishing Congress: The Removal to Washington, D.C., and the Election of 1800. Ohio University Press. ISBN:0-8214-1619-7.
- Crew، Harvey W.؛ Webb، William Bensing؛ Wooldridge، John (1892). Centennial History of the City of Washington, D. C. Dayton, Ohio: United Brethren Publishing House. اطلع عليه بتاريخ 2017-04-23. {{استشهاد بكتاب}}: الوسيط غير المعروف |بواسطة= تم تجاهله يقترح استخدام |عبر= (مساعدة)
- Elkins، Stanley M.؛ McKitrick، Eric L. (1995). The Age of Federalism: The Early American Republic, 1788-1800. Oxford University Press. ISBN:978-0195093810.
- Ellis، Joseph J. (2002). Founding Brothers: The Revolutionary Generation. Vintage. ISBN:0-375-70524-4.
- Frary، Ihna Thayer (1969). They Built the Capitol. Ayer Publishing. ISBN:0-8369-5089-5.
- Miller، John (2003). Alexander Hamilton and the Growth of the New Nation. Transaction Publishers. ISBN:0-7658-0551-0.
- Reps، John William (1965). "Planning the National Capital". The Making of Urban America: A History of City Planning in the United States. دار نشر جامعة برنستون. ISBN:0-691-00618-0.
- Smith، Page (1962). John Adams. New York: Doubleday. ج. II 1784–1826. LCCN:63-7188.